# Sezai Temelli
Sezai Temelli (Istanbul, 1963) è un politico turco.

## Biografia
Nato nel 1963 a Istanbul, Temelli iniziò già da giovane a interessarsi di politica, prima nelle associazioni studentesche e poi iscrivendosi già in giovane età a un sindacato di sinistra. Nel 1985 si laureò alla facoltà di Economia dell’Università di Istanbul, nel dipartimento di Finanza. Completò poi un dottorato nella stessa facoltà e in seguito entrò a far parte del corpo docente, nella facoltà di Scienze politiche.
All'indomani del fallito colpo di stato del luglio 2016, Temelli fu tra i molti accademici allontanati dall’insegnamento per decreto, con l'accusa di associazione in organizzazione terroristica. Fece poi causa contro la decisione, presa sotto lo stato d’emergenza e condannata come un modo per mettere a tacere le voci dell’opposizione.

## Carriera politica
Temelli fu tra i fondatori del Partito Democratico dei Popoli (Hdp), nato nel 2012 dalla convergenza del movimento curdo e di forze della sinistra e della società civile turca. Eletto alle elezioni parlamentari del giugno 2015, come deputato per la città di Istanbul, non fu poi riconfermato alle successive elezioni, che si tennero nel novembre dello stesso anno. Tornò in parlamento nel 2018, eletto tra i rappresentanti del collegio elettorale di Van. 
Nel febbraio dello stesso anno, Temelli fu eletto co-presidente del HDP insieme alla collega Pervin Buldan nel terzo congresso del partito. I due presero il posto di Selahattin Demirtaş e della collega Figen Yüksekdağ, entrambi in carcere. Temelli mantenne la carica fino al 2020, quando fu sostituito da Mithat Sancar.

## Opere
- Sezai Temelli, Neoliberal zamanda aşinma, Kalkedon, 2009, ISBN 978-605-5679-00-2, OCLC 943964695.